# Утьосова Едіт Леонідівна
Еді́т Леоні́дівна Утьо́сова (1 (14) березня 1915, Одеса — 21 січня 1982 , Москва) — радянська естрадна співачка, ліричне сопрано. Солістка в оркестрі свого батька Леоніда Йосиповича Утьосова.

## Біографія
Едіт (у побуті Діта) Утьосова народилася в Одесі. Здобула домашню освіту. Вільно володіла англійською, німецькою та французькою мовами. У дитинстві, мешкаючи з батьками в Петрограді, дружила з майбутнім відомим радянським композитором Микитою Богословським, який у восьмирічному віці подарував їй на день народження скомпонований ним вальс.

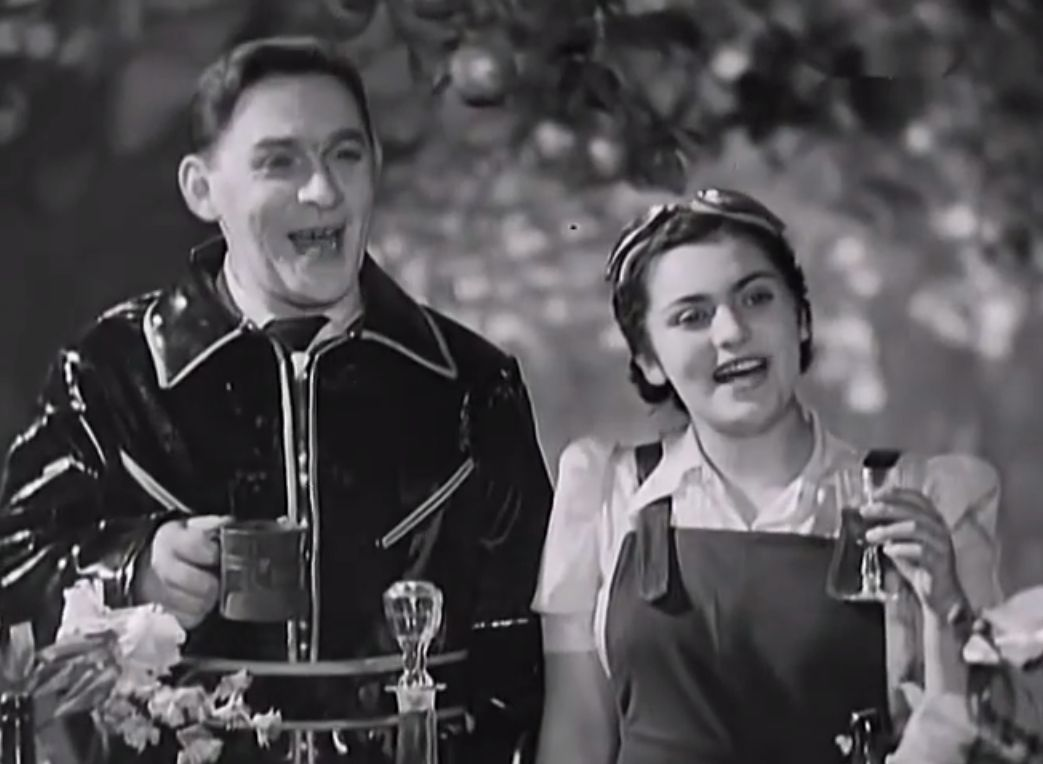
Леонід і Едіт Утьосови, 1940 рік

З 1933 року навчалася в драматичній студії Рубена Симонова, згодом — у Ленінградському хореографічному училищі та Театральному училищі імені Б. В. Щукіна, проте освіту не закінчила, і театральну кар'єру їй зробити не вдалося.
У 1933 році на пропозицію батька вперше заспівала разом з ним на естраді. З 1936 року почала регулярно виступати з оркестром Леоніда Утьосова. Того ж року зіграла головну жіночу роль в антирасистському музичному спектаклі «Темна пляма», музику до якого написав Ісак Дунаєвський.

Сам Леонід Утьосов так описував появу Едіт у своєму оркестрі:
Вона не збиралася бути естрадною артисткою. Вона вчилася грати на фортеп'яно та відвідувала Драматичну студію Р. М. Симонова. Я також хотів, щоб моя дочка стала драматичною актрисою. Особливо тому, що розумів: не треба дітям повторювати своїх батьків. Люди безжалісно судять дітей удачливих тат. Не мені говорити про артистичні достоїнства моєї дочки — зазвичай у цих питаннях батькам вірять тільки наполовину. Але я чув від інших про її музікальність, смак і відчуття міри. <…> Не раз я помічав, що варто було Едіт Утьосовій виступити без мене, з якимось іншим ансамблем, як успіх зростав. Мабуть, якщо б вона вигадала собі псевдонім — творчий шлях її був би благополучнішим. Вона прийшла до нашого оркестру в 1936 році, майже відразу після закінчення студии, і не встигла ще проявити себе як драматична актриса. А в нас вона якось одразу прийшлася, як то кажуть, до ладу й відразу стала одним з найактивніших учасників нашого колективу — не тільки актрисою та співачкою, а й моїм помічником і порадником. А часто і критиком.
Едіт Утьосова пропрацювала в оркестрі батька 17 років, попри постійну критику з боку офіційної влади та недоброзичливців за так звану сімейщину. У середині 1950-х років розпорядженням Міністерства культури СРСР звільнена з оркестру.
Була одружена з кінорежисером Альбертом Гендельштейном.
Наприкінці життя захопилася поетичною творчістю. Публікувала вірші в московській пресі.
Нагороджена медаллю «За доблесну працю у Великій Вітчизняній війні 1941—1945 рр.».
Померла 21 січня 1982 року в Москві від лейкемії, похована поряд із чоловіком на Востряковському кладовищі (129 ділянка). Через півтора місяці, 9 березня, не стало і її батька.

## Найвідоміші пісні
- Борода (В. Кручинін — І. Приблудний)
- Весенняя (М. Чемберджі — Є. Долматовський)
- Два солдата и моряк (М. Табачников — Я. Зіскінд)
- Дорогие москвичи (Дорогие мои москвичи) (І. Дунаєвський — В. Масс, М. Червінський)
- Женихи (Н. Іллютович — Т. Яко́б)
- Золотой песок (Е. Леслі, Д. Берк — Е. Утьосова)
- К нам в Саратов (М. Фрадкін — Л. Ошанін)
- Колыбельная (М. Блантер — О. Коваленков)
- Колыбельная (Ю. Слонов — І. Брук)
- Ледяное сердце (В. Шаїнський — О. Ільїна)
- Лягушка (Ф. Лемарк — С. Болотін)
- Всё хорошо, прекрасная маркиза (П. Місзракі — О. Безименський)
- Мой герой (І. Міклашевьский — П. Ардавдін)
- Мой секрет (Л. Утьосов — Е. Утьосова)
- Молчаливый морячок (М. Воловац — В. Диховічний)
- Музыканты (М. Воловац — В. Тодди)
- Му-му (М. Воловац — А. Д'Актіль)
- На выставку (К. Лістов — Б. Южанін)
- На крылечке (Б. Мокроусов — О. Фатьянов)
- На этом свете (М. Воловац — А. Арго)
- Невеста из Торжка (М. Табачников — О. Фадєєва)
- Нет спасенья от любви (О. Кандат — Е. Утьосова)
- Ночь и день (К. Портер — Е. Утьосова)
- Парень кудрявый (Г. Носов — О. Чуркін)
- Песня о неизвестном любимом (В. Сидоров — А. Д'Актіль)
- Песня парашютистки (З. Левіна — Т. Спендіарова)
- Пожарный (Л. Дідерихс — В. Лебедєв-Кумач)
- Полюбила я парнишку (М. Блантер — М. Ісаковський)
- Посмотри, посмотри (Є. Жарковський — В. Винников)
- Пробуждение (М. Мінх — І. Брук)
- Прощальный блюз (В. Сорокін — Л. Г'юз, пер. М. Зенкевич)
- Расстались мы (В. Майзель[de] — Е. Утьосова)
- Слова на ветер я бросать не стану (М. Табачников — О. Фадєєва)
- Снежок (Є. Жарковський — Б. Турганов)
- Старушка (В. Миронов — С. Маршак)
- Студенческий вальс (Г. Вагнер — Е. Утьосова)
- Тамбурица (І. Ільїн — Т. Якоб)
- Телеграммы (Н. Іллютович — В. Диховічний)
- Тропинка (М. Блантер — М. Ісаковський)
- Ухажёры (В. Сорокин — О. Фатьянов)
- Хороший мой (А. Лепін — Ю. Благов)
- Черноморочка (Є. Жарковський — П. Панченко)
- Юнак (І. Ільїн — Т. Якоб)